# Angela Hewitt
Angela Hewitt (ur. 26 lipca 1958 w Ottawie) – kanadyjska pianistka wykonująca muzykę poważną, ciesząca się międzynarodową sławą przede wszystkim jako interpretatorka utworów Jana Sebastiana Bacha.

## Życiorys
Jest dzieckiem z mieszanego, kanadyjsko-brytyjskiego małżeństwa, dzięki temu posiada obywatelstwa obu tych krajów. Wychowywała się w Toronto. Jej ojciec, Godfrey, był organistą w Christ Church Cathedral w Ottawie przez prawie pięćdziesiąt lat. Naukę gry na fortepianie rozpoczęła w wieku 3 lat, z matką, Marion Hewitt; rok później po raz pierwszy zagrała publicznie. Ukończyła konserwatorium muzyczne w Toronto oraz studia pianistyczne na Uniwersytecie Ottawy.
Jako młoda pianistka brała udział w wielu konkursach, m.in. w X edycji Konkursu Chopinowskiego w Warszawie (1980), gdzie uhonorowano ją wyróżnieniem. W 1985 wygrała odbywający się w jej rodzinnym mieście konkurs dla pianistów grających Bacha. Muzyka niemieckiego mistrza stała się specjalnością. W 1994 podpisała kontrakt na nagranie wszystkich jego dzieł na instrumenty klawiszowe. Owocem tego projektu było 14 płyt wydanych przez brytyjską wytwórnię Hyperion. Oprócz Bacha nagrywała również z powodzeniem utwory kompozytorów francuskich, takich jak François Couperin, Emmanuel Chabrier, Maurice Ravel czy Olivier Messiaen.
Obecnie większość czasu spędza w Londynie, ma jednak również domy w Kanadzie i we Włoszech. W tym ostatnim kraju organizuje od 2005 Festiwal Muzyczny Trasimeno. Została odznaczona Orderem Kanady oraz Orderem Imperium Brytyjskiego IV klasy (OBE).